# Maximiliano Rodríguez Maeso
Maximiliano Rodríguez Maeso, mais conhecido como Maxi Rodríguez (Montevidéo, 2 de outubro de 1990) é um futebolista uruguaio que joga como meia. Atualmente joga pelo São José.

## Carreira

### Montevideo Wanderers
Maximiliano Rodríguez, um armador nato, começou sua carreira nas categorias de base do Montevideo Wanderers, onde em 2009 estreou no profissional e ficou até 2013. Pelo time do Uruguai disputou 97 partidas e marcou 27 gols.

### Grêmio
No dia 11 de maio de 2013, foi anunciado pelo presidente Fábio Koff como novo jogador do Grêmio. Fez sua estreia contra o Atlético Paranaense, entrando no segundo tempo da partida, onde deu uma assistência para Hernán Barcos marcar no empate em 1 a 1. No dia 11 de agosto, marcou seu primeiro gol com a camisa gremista em jogo contra o Bahia. Foi um dos destaques individuais do time do Grêmio durante o ano de 2013, tendo muitas vezes seu nome gritado pela torcida na Arena Grêmio. Por diversas vezes, sobrou do banco de reservas do Tricolor pelo excesso de estrangeiros no grupo. Em 2014, com a readequação do limite de jogadores de fora do Brasil - a CBF aumentou para cinco -, Maxi aparece como titular do time e a principal aposta para o Grêmio no ano nas projeções de todos os jornalistas esportivos e dos torcedores mais fanáticos.
O jogador mostrou sua técnica refinada, com bons dribles e passes certeiros. Internamente é tratado como futuro craque e esperança para os gremistas nos próximos anos. Um de seus maiores momentos até agora no clube, foi quando aplicou 3 canetas seguidas no mesmo jogador. O lance teve milhões de visualizações na internet. Foi na partida contra o Clube Náutico Capibaribe. Na mesma partida Maxi fez uma grande assistência.

### Vasco da Gama
Em 2014, acertou com o Vasco da Gama para a sequência da temporada, sendo apresentado no Gigante da Colina no dia 16 de agosto. O acerto não estipula opção de compra. Ao final do vínculo, o atleta vai regressar ao tricolor Gaucho  para atuar em 2015. O salário de Maxi Rodrígues gira em torno de R$ 150 mil, dividos entre os cariocas e os tricolores. Animado, ele agradeceu ao Vasco por abri-lo as portas e foi além ao afirmar durante a apresentação, que espera fazer gols no maior rival do Clube de São Januário, o Flamengo, de quem tem sido um carrasco ultimamente. Sua primeira partida com a camisa cruzmaltina foi no jogo contra o Icasa, 22 de agosto às 21h50, no Estádio Romeirão. E logo na estreia, deu a assistência para o gol de Rodrigo, no empate em 1 a 1. Marcou seu primeiro com com a camisa do Vasco na derrota por 2 a 1 contra o ABC, quando a equipe foi eliminada da Copa do Brasil.

### Universidad de Chile
Em janeiro de 2015, Maxi Rodríguez foi emprestado, desta vez, para o Universidad de Chile.

### Peñarol
Para a temporada de 2016, foi emprestado ao Peñarol.

### Seleção Uruguaia
Disputou com a Seleção Uruguaia Sub-20 o Jogos Pan-Americanos de 2011 em Guadalajara no qual conquistou a medalha de bronze.

## Títulos
Peñarol
- Campeonato Uruguaio: 2015–16

## Estatísticas

### Clubes
Atualizado até 23 de março de 2019.
| Clube                | Temporada | Campeonato nacional | Campeonato nacional | Copa nacional | Copa nacional | Competições continentais | Competições continentais | Campeonato estadual | Campeonato estadual | Total | Total |
| Clube                | Temporada | Jogos               | Gols                | Jogos         | Gols          | Jogos                    | Gols                     | Jogos               | Gols                | Jogos | Gols  |
| -------------------- | --------- | ------------------- | ------------------- | ------------- | ------------- | ------------------------ | ------------------------ | ------------------- | ------------------- | ----- | ----- |
| Montevideo Wanderers | 2009–10   | 18                  | 1                   | —             | —             | —                        | —                        | —                   | —                   | 18    | 1     |
| Montevideo Wanderers | 2010–11   | 28                  | 6                   | —             | —             | —                        | —                        | —                   | —                   | 28    | 6     |
| Montevideo Wanderers | 2011–12   | 29                  | 5                   | —             | —             | —                        | —                        | —                   | —                   | 29    | 5     |
| Montevideo Wanderers | 2012–13   | 22                  | 15                  | —             | —             | —                        | —                        | —                   | —                   | 22    | 15    |
| Montevideo Wanderers | Total     | 97                  | 27                  | —             | —             | —                        | —                        | —                   | —                   | 97    | 27    |
| Grêmio               | 2013      | 18                  | 4                   | 1             | 0             | —                        | —                        | —                   | —                   | 19    | 4     |
| Grêmio               | 2014      | 4                   | 1                   | —             | —             | 6                        | 0                        | 11                  | 1                   | 21    | 2     |
| Grêmio               | 2015      | 9                   | 1                   | 2             | 0             | —                        | —                        | —                   | —                   | 11    | 1     |
| Grêmio               | 2017      | —                   | —                   | 2             | 0             | —                        | —                        | 2                   | 0                   | 4     | 0     |
| Grêmio               | Total     | 31                  | 6                   | 5             | 0             | 6                        | 0                        | 13                  | 1                   | 55    | 7     |
| Vasco da Gama        | 2014      | 19                  | 2                   | 2             | 1             | —                        | —                        | —                   | —                   | 21    | 3     |
| Vasco da Gama        | Total     | 19                  | 2                   | 2             | 1             | —                        | —                        | —                   | —                   | 21    | 3     |
| Universidad de Chile | 2015      | 12                  | 2                   | —             | —             | 5                        | 0                        | —                   | —                   | 17    | 2     |
| Universidad de Chile | Total     | 12                  | 2                   | —             | —             | 5                        | 0                        | —                   | —                   | 17    | 2     |
| Peñarol              | 2015–16   | 14                  | 4                   | —             | —             | 2                        | 0                        | —                   | —                   | 16    | 4     |
| Peñarol              | Total     | 14                  | 2                   | —             | —             | 2                        | 0                        | —                   | —                   | 16    | 4     |
| San Martín           | 2017–18   | 16                  | 1                   | —             | —             | —                        | —                        | —                   | —                   | 16    | 1     |
| San Martín           | Total     | 16                  | 1                   | —             | —             | —                        | —                        | —                   | —                   | 16    | 1     |
| San Luis             | 2018      | 11                  | 1                   | —             | —             | —                        | —                        | —                   | —                   | 11    | 1     |
| San Luis             | Total     | 11                  | 1                   | —             | —             | —                        | —                        | —                   | —                   | 11    | 1     |
| Peñarol              | 2019      | 3                   | 0                   | —             | —             | 0                        | 0                        | —                   | —                   | 3     | 0     |
| Peñarol              | Total     | 3                   | 0                   | —             | —             | 0                        | 0                        | —                   | —                   | 3     | 0     |

### Seleção
Atualizado até 5 de setembro de 2014.
Abaixo estão listados todos e jogos e gols do futebolista pela Seleção Uruguaia, desde as categorias de base. Abaixo da tabela, clique em expandir para ver a lista detalhada dos jogos de acordo com a categoria selecionada.
Sub-20
| Ano   |       |      |
| Ano   | Jogos | Gols |
| ----- | ----- | ---- |
| 2011  | 5     | 1    |
| Total | 5     | 1    |

|    | Data                  | Local                                 | Resultado | Adversário        | Gols | Competição           |
| -- | --------------------- | ------------------------------------- | --------- | ----------------- | ---- | -------------------- |
| 1. | 21 de outubro de 2011 | Estádio Omnilife, Guadalajara, México | 1–0       | Equador           | —    | Jogos Pan-Americanos |
| 2. | 23 de outubro de 2011 | Estádio Omnilife, Guadalajara, México | 2–5       | México            | 1    | Jogos Pan-Americanos |
| 3. | 25 de outubro de 2011 | Estádio Omnilife, Guadalajara, México | 1–1       | Trinidad e Tobago | —    | Jogos Pan-Americanos |
| 4. | 26 de outubro de 2011 | Estádio Omnilife, Guadalajara, México | 0–1       | Argentina         | —    | Jogos Pan-Americanos |
| 5. | 28 de outubro de 2011 | Estádio Omnilife, Guadalajara, México | 2–1       | Costa Rica        | —    | Jogos Pan-Americanos |